# 罗尼亚诺
罗尼亚诺（義大利語：Rognano），是意大利帕维亚省的一个市镇。总面积9.22平方公里，人口585人，人口密度63.4人/平方公里（2009年）。国家统计（ISTAT）代码为018127。